# Heterogryllus ocellaris
Heterogryllus ocellaris är en insektsart som beskrevs av Henri Saussure 1874. Heterogryllus ocellaris ingår i släktet Heterogryllus och familjen syrsor. Inga underarter finns listade i Catalogue of Life.